# Tanout
Tanout ist eine Stadtgemeinde und der Hauptort des gleichnamigen Departements Tanout in Niger.

## Geographie

### Lage und Gliederung

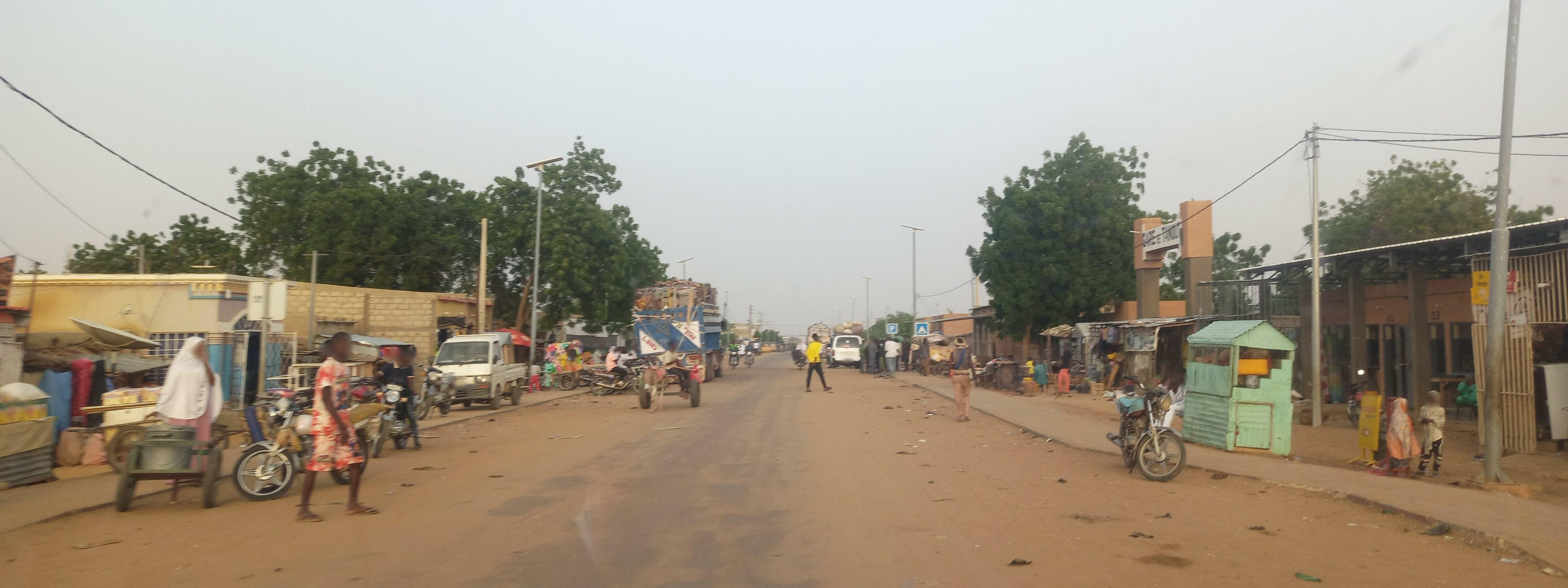
Straßenszene in Tanout (2023)

Das Stadtzentrum von Tanout liegt im Norden der Landschaft Damergou. Nördlich davon beginnt die Wüste Ténéré. Teile der Gemeinde Tanout gehören zum etwa 86.000 km² großen Naturschutzgebiet Réserve partielle de faune du Ténéré, das sich im Norden bis zur Geländestufe Tiguidit, dem Orientierungspunkt Arbre du Ténéré und der Oase Fachi erstreckt und im Südosten vom Termit-Massiv begrenzt wird. Die Nachbargemeinden von Tanout sind Tenhya im Norden, Alakoss im Osten, Wamé im Südosten, Olléléwa im Südwesten und Gangara im Westen.
Das Gemeindegebiet ist in 9 Stadtviertel und ein ländliches Gebiet mit 247 Dörfern, 102 Weilern, 11 Lagern und 3 Wasserstellen gegliedert. Die Stadtviertel heißen Dan Bouzoua, Dan Yari, Hamidan, Issakou, N’Wala, Quartier Administratif, Sahara, Sahara 1 und Zengon Capitaine.
In der lokalen Sprache Tuareg heißt die Stadt Taṇut, wobei eine taṇut einen kleinen Brunnen oder eine Sickergrube bezeichnet.

### Klima

Wüste bei Tanout (1991/1992)

In Tanout herrscht trockenes Wüstenklima vor. Die klimatologische Messstation im Stadtzentrum liegt auf 400 m Höhe und wurde 1936 in Betrieb genommen.
|                        | Jan  | Feb  | Mär  | Apr  | Mai  | Jun  | Jul  | Aug  | Sep  | Okt  | Nov  | Dez  |   |      |
| Mittl. Temperatur (°C) | 18,8 | 22,2 | 26,5 | 30,8 | 32,8 | 32,4 | 30,1 | 28,1 | 30,4 | 29,3 | 24,3 | 19,7 | ⌀ | 27,1 |
| Mittl. Tagesmax. (°C)  | 26,2 | 29,9 | 34,3 | 38,3 | 39,6 | 38,8 | 35,9 | 33,7 | 36,9 | 36,0 | 31,7 | 27,0 | ⌀ | 34   |
| Mittl. Tagesmin. (°C)  | 11,7 | 14,5 | 18,1 | 22,2 | 24,8 | 25,3 | 24,4 | 23,3 | 23,8 | 22,1 | 16,9 | 12,6 | ⌀ | 20   |
|                        |      |      |      |      |      |      |      |      |      |      |      |      |   |      |
| Niederschlag (mm)      | 0    | 0    | 0    | 0    | 3    | 5    | 34   | 72   | 15   | 1    | 0    | 0    | Σ | 130  |
|                        |      |      |      |      |      |      |      |      |      |      |      |      |   |      |
| Sonnenstunden (h/d)    | 10,2 | 10,5 | 10,8 | 11,2 | 11,5 | 11,7 | 11,3 | 10,4 | 10,9 | 10,6 | 10,3 | 10,1 | ⌀ | 10,8 |
|                        |      |      |      |      |      |      |      |      |      |      |      |      |   |      |
| Regentage (d)          | 0    | 0    | 0    | 0    | 0    | 1    | 5    | 7    | 3    | 0    | 0    | 0    | Σ | 16   |
|                        |      |      |      |      |      |      |      |      |      |      |      |      |   |      |
| Luftfeuchtigkeit (%)   | 18   | 13   | 10   | 10   | 15   | 27   | 48   | 61   | 37   | 19   | 18   | 20   | ⌀ | 24,8 |

| 11,7 |

| 14,5 |

| 18,1 |

| 22,2 |

| 24,8 |

| 25,3 |

| 24,4 |

| 23,3 |

| 23,8 |

| 22,1 |

| 16,9 |

| 12,6 |

| 11,7 |

| 14,5 |

| 18,1 |

| 22,2 |

| 24,8 |

| 25,3 |

| 24,4 |

| 23,3 |

| 23,8 |

| 22,1 |

| 16,9 |

| 12,6 |

| N i e d e r s c h l a g | 0   | 0   | 0   | 0   | 3   | 5   | 34  | 72  | 15  | 1   | 0   | 0   |
|                         | Jan | Feb | Mär | Apr | Mai | Jun | Jul | Aug | Sep | Okt | Nov | Dez |

## Geschichte

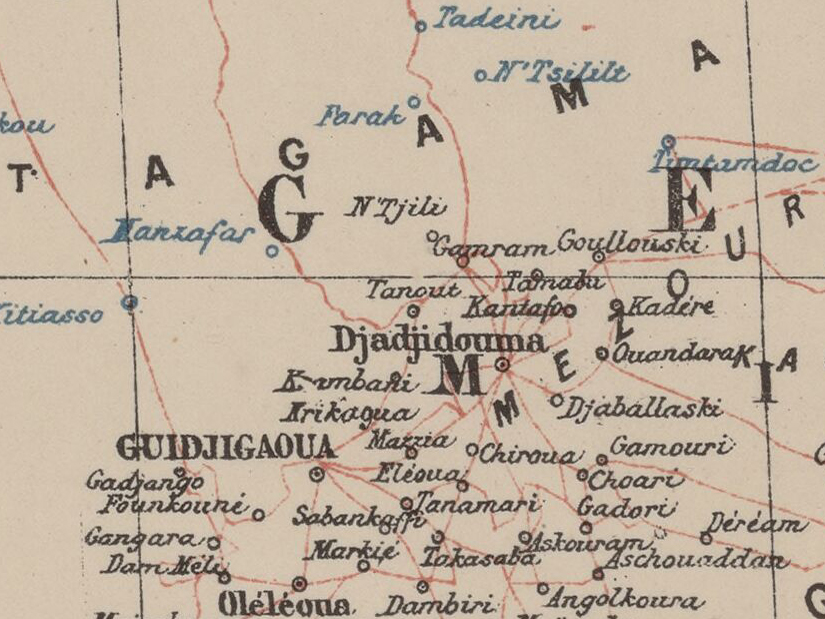
Ausschnitt einer Karte von 1903 mit Tanout im Zentrum

Der deutsche Afrikaforscher Heinrich Barth, der 1851 den Damergou bereiste, beschrieb mehrere heute im Gemeindegebiet von Tanout gelegene Dörfer, darunter Bani Walki, Dan Kamsa und Koulan Karki.
Die französische Kolonialverwaltung richtete 1902 einen Kanton in der Region ein, dessen Hauptort 1915 Tanout wurde. Ab 1915 war Tanout – anstelle von Djadjidouna – auch der Sitz eines französischen Militärkommandos, das allerdings bereits 1918 auf den Status eines einfachen Militärpostens reduziert wurde. Die Franzosen richteten 1918 die erste Schule im Ort ein. Um 1920 erstreckte sich westlich des auf einer Erhebung errichteten kleinen französischen Forts mit seinen dicken Lehmmauern eine Militärsiedlung aus Grashütten. Von dort führte eine Allee in die einfache Zivilsiedlung weiter im Westen. In dieser Zeit bildete die Gegend um Tanout eine weithin bekannte Kornkammer, deren Hirse-, Sorghum- und Maisfelder die Tuareg des Aïr versorgten.
Die Zivilverwaltung im Ort wurde 1925 eingeführt. Tanout war zeitweise die zweitgrößte Stadt der französischen Kolonie Niger. Im Jahr 1926 wurden hier 10.927 Einwohner gezählt. Größer war nur Mirriah mit 14.721 Einwohnern. Die beiden wechselnden Hauptstädte der Kolonie waren wesentlich kleiner: Zinder hatte damals 7176 Einwohner und Niamey 3142 Einwohner. In den 1920er Jahren galten die 219 Kilometer lange Piste von Tanout nach Gouré und die 175 Kilometer lange Piste von Tanout nach Tessaoua als Hauptverkehrswege der Kolonie. Gleiches war der Fall für die durch Tanout führende 429 Kilometer lange Piste zwischen Agadez und Zinder.
Die französische Verwaltung gründete 1947 im zu Tanout gehörenden Dorf Garin Marma eine Schule speziell für die nomadische Bevölkerung. Sie war eine der ersten ihrer Art in Niger. Der spätere französische Senator Yacouba Sido wirkte hier als Schuldirektor. Das französische Übersee-Forschungsinstitut Office de la Recherche Scientifique et Technique Outre-Mer (ORSTOM) betrieb in Tanout eine geomagnetische Station, die zu einem Netzwerk von mehreren hundert ORSTOM-Stationen in Westafrika gehörte, an denen in den 1950er Jahren geomagnetische Messungen vorgenommen wurden.
Tanout wurde 1960, im Jahr der Unabhängigkeit Nigers, der Hauptort des Bezirks Tanout, aus dem 1964 das Arrondissement Tanout und 1998 das Departement Tanout hervorging.

## Bevölkerung

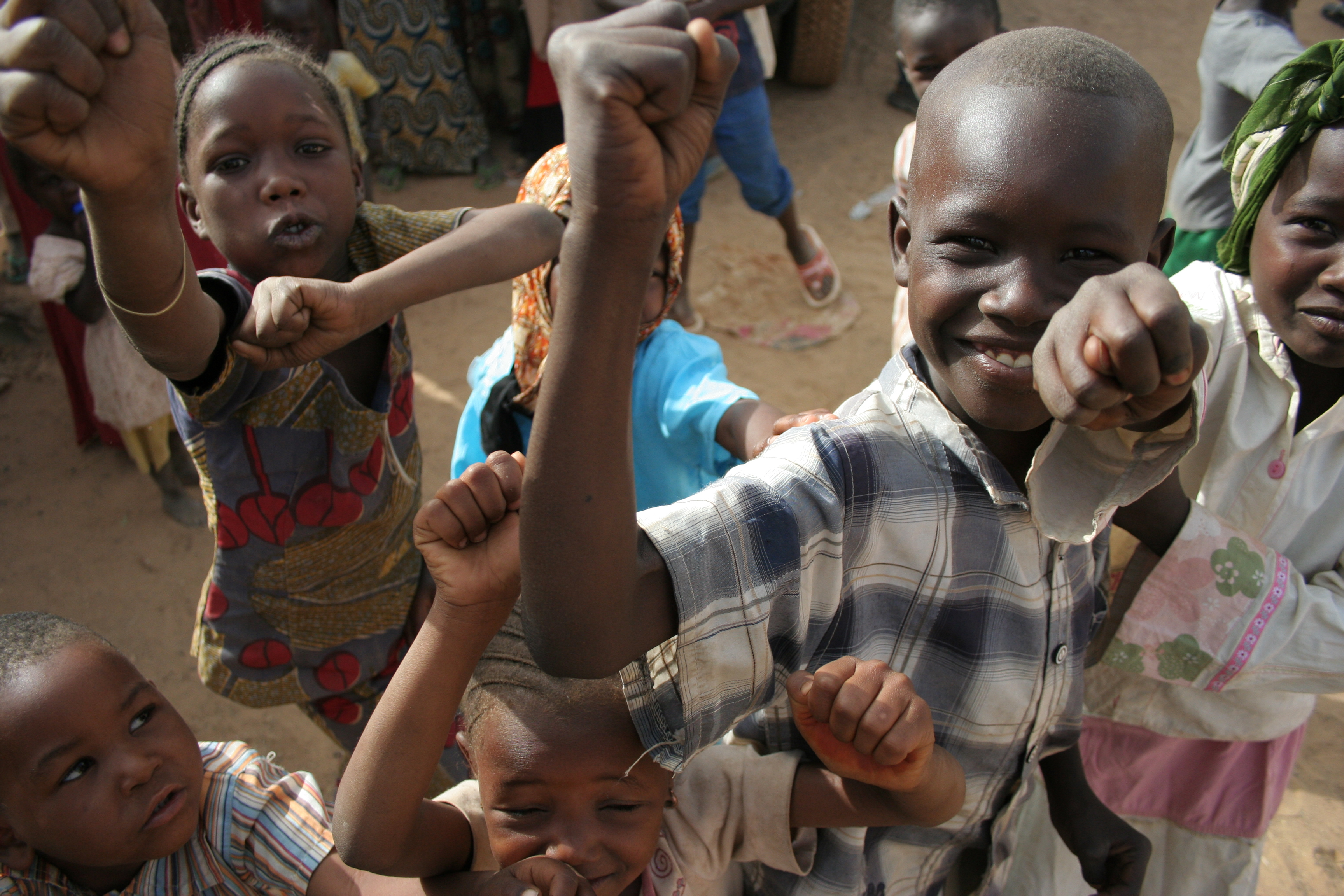
Kinder in Tanout (2009)

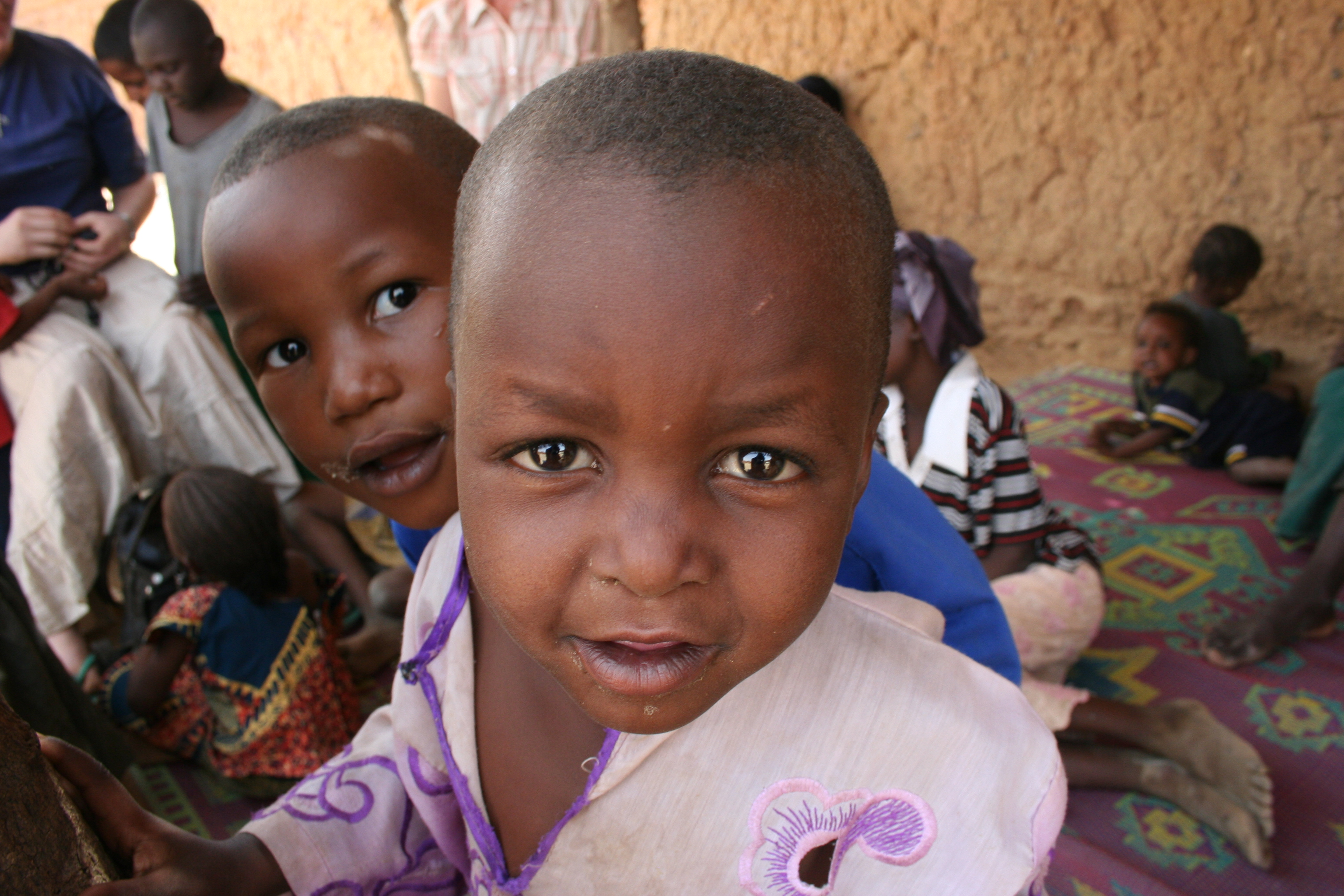
Kinder in Tanout (2009)

Bei der Volkszählung 2012 hatte Tanout 154.238 Einwohner, die in 26.226 Haushalten lebten. Bei der Volkszählung 2001 betrug die Einwohnerzahl 95.626 in 18.610 Haushalten.
Das urbane Gemeindegebiet hatte 20.339 Einwohner in 3515 Haushalten bei der Volkszählung 2012, 15.779 Einwohner in 2965 Haushalten bei der Volkszählung 2001 und 11.616 Einwohner in 2295 Haushalten bei der Volkszählung 1988. Bei der Volkszählung 1977 waren es 5460 Einwohner.
In Tanout leben Angehörige der vor allem Agropastoralismus betreibenden Kanuri-Untergruppe Dagra sowie der auf Fernweidewirtschaft spezialisierten Fulbe-Untergruppen Katchinanko’en und Wodaabe und Tuareg-Untergruppen Ibawadan, Ichiriffen, Ifadalan, Igdallan, Imdan, Imouzgou, Imuzzurag, Inesseliman, Iwillimiden, Kel Ates, Kel Tanat und Kelwilli. Vor allem Karawanenhandel betreiben die Angehörigen der Tuareg-Untergruppe Izayaken.

## Politik und Justiz
Der Gemeinderat (conseil municipal) hat 25 gewählte Mitglieder. Mit den Kommunalwahlen 2020 sind die Sitze im Gemeinderat wie folgt verteilt: 10 PNDS-Tarayya, 6 CPR-Inganci, 3 RDR-Tchanji, 2 MPR-Jamhuriya, 2 RDP-Jama’a, 1 ARD-Adaltchi Mutunchi und 1 MPN-Kiishin Kassa.
Jeweils ein traditioneller Ortsvorsteher (chef traditionnel) steht an der Spitze von 204 Dörfern im ländlichen Gemeindegebiet.
Die Stadt ist der Sitz eines Tribunal d’Instance, eines der landesweit 30 Zivilgerichte, die unterhalb der zehn Zivilgerichte der ersten Instanz (Tribunal de Grande Instance) stehen. Die Haftanstalt Tanout hat eine Aufnahmekapazität von 100 Insassen.

## Wirtschaft und Infrastruktur

### Wirtschaft

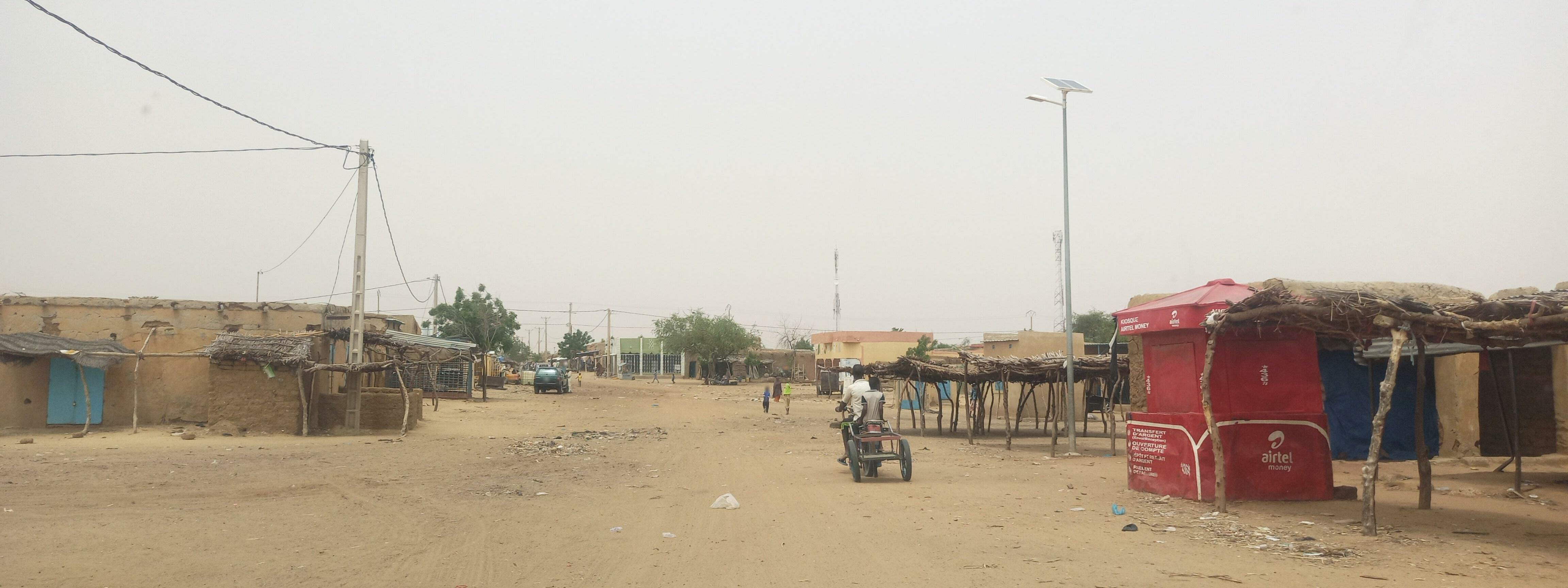
Marktplatz in Tanout (2023)

Der Markttag am Viehmarkt in der Stadt ist Samstag. Weitere Wochenmärkte werden in den Dörfern Adjiri, Chirwa, Kokaram und Takoukout abgehalten. Das staatliche Versorgungszentrum für landwirtschaftliche Betriebsmittel und Materialien (CAIMA) unterhält eine Verkaufsstelle in der Stadt. Die Bakatsiraba-Talsperre und die Bani-Walki-Talsperre im Gemeindegebiet von Tanout dienen landwirtschaftlichen Zwecken. Die schwedische Nichtregierungsorganisation Eden Foundation erforscht in einer Feldstation beim Dorf Dalli dürreresistente Pflanzen für die Nahrungsmittelproduktion.

### Gesundheit und Bildung
Im Stadtzentrum gibt es ein Distriktkrankenhaus und ein über ein eigenes Labor und eine Entbindungsstation verfügendes Gesundheitszentrum des Typs Centre de Santé Intégré (CSI). Weitere Gesundheitszentren dieses Typs, jedoch jeweils ohne eigenes Labor und Entbindungsstation, sind in den ländlichen Siedlungen Adjiri, Chirwa, Djabtoji, Doubou Yindi, Garin Boka, Kokaram, Maïdiga, Maja und Takoukout vorhanden.
Der CEG FA Tanout ist eine allgemein bildende Schulen der Sekundarstufe des Typs Collège d’Enseignement Général Franco-Arabe (CEG FA) mit Fokus auf die arabische zusätzlich zur französischen Sprache. Beim CES Tanout handelt sich um eine allgemein bildende Schule der Sekundarstufe des Typs Collège d’Enseignement Collège Secondaire (CES). Der Collège d’Enseignement Technique de Tanout (CET Tanout) ist eine technische Fachschule. Das Berufsausbildungszentrum Centre de Formation aux Métiers de Tanout (CFM Tanout) bietet Lehrgänge in Elektrik und Gas- und Sanitärinstallationen an.

### Verkehr

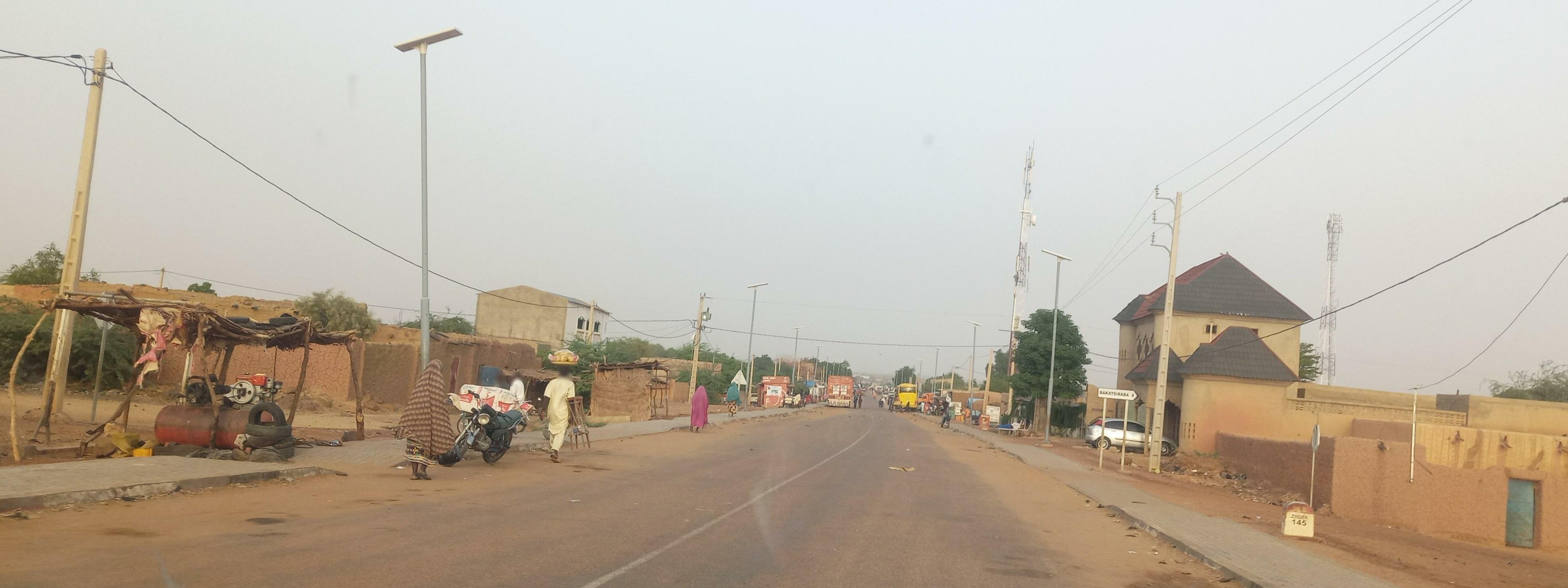
Nationalstraße 11 in Tanout (2023)

An der 980,9 Kilometer langen Nationalstraße 11 zwischen Nigeria und Algerien liegen das urbane Zentrum sowie die Dörfer Dalli und Takoukout. Im urbanen Zentrum beginnt die 7,81 Kilometer lange Route 751 nach Bakatsiraba, eine wenig ausgebaute Landstraße. In Takoukout zweigt die 12,74 Kilometer lange Route 726 nach Gourbobo ab. Es handelt sich um eine einfache Erdstraße.

## Persönlichkeiten
- Boukary Adji (1939–2018), Politiker
- Adani Illo (* 1956), Diplomat